# Rhytisma umbonatum
Rhytisma umbonatum är en svampart som beskrevs av Hoppe 1844. Rhytisma umbonatum ingår i släktet Rhytisma och familjen Rhytismataceae.   Inga underarter finns listade i Catalogue of Life.